# Breiðdalshreppur
Breiðdalshreppur is een gemeente in het oosten van IJsland in de regio Austurland. Het heeft 244 inwoners (in 2006) en een oppervlakte van 452 km². De grootste plaats in de gemeente is Breiðdalsvík met 130 inwoners (in 2013).
Seyðisfjarðarkaupstaður · Fjarðabyggð · Vopnafjarðarhreppur · Fljótsdalshreppur · Borgarfjarðarhreppur · Breiðdalshreppur · Djúpavogshreppur · Fljótsdalshérað · Hornafjörður